# Milan I Obrenowić

Monogram króla Milana

Milan, serb. Милан (ur. 22 sierpnia 1854 w Mărășești, zm. 11 lutego 1901 w Wiedniu) – książę Serbii w 1868–1882, panujący jako Milan II, następnie król w 1882–1889; z dynastii Obrenowiciów.

## Życiorys
Należał do dynastii Obrenowiciów. Był wnukiem brata Miłosza Obrenowicia i kuzynem swojego poprzednika Michała Obrenowicia. Urodził się na wygnaniu w Rumunii, jako syn księcia Milosza (1829–1861) i jego żony, mołdawskiej szlachcianki Marii Catargiu. 17 października 1875 poślubił 16-letnią Natalię Keszko, córkę Piotra Iwanowicza Keszki, mołdawskiego bojara i pułkownika w armii rosyjskiej, co owocowało podatnością królowej na wpływy rosyjskie. Para miała razem dwóch synów:
- Aleksandra (ur. 1876), przyszłego króla,
- Sergiusza (ur. i zm. 1878), zmarłego kilka dni po narodzinach.

Małżeństwo okazało się nieszczęśliwe, Milan zdradzał Natalię m.in. z Jeanette Jerome (żoną lorda Randolpha Churchilla i matką Winstona Churchilla). Od 1886 para oficjalnie była w separacji.
W 1878 uzyskał niepodległość Serbii od Turcji. W 1882 roku przyjął tytuł królewski. Abdykował w kwietniu 1889 roku na rzecz małoletniego syna. Zmarł w 1901.